# 성난 능금 (1976년 영화)
"성난 능금"은 한국에서 제작된 박호태 감독의 1976년 영화이다. 임예진 등이 주연으로 출연하였고 박인재 등이 제작에 참여하였다.

## 출연

### 주연
- 임예진
- 이덕화
- 장동휘
- 황정순

### 조연
- 이정희